# Luis Santamaría del Río
Luis Santamaría del Río (Zamora, 19 de octubre de 1982) es un teólogo español y destacado experto en sectas, miembro fundador de la Red Iberoamericana de Estudio de las Sectas (RIES) y antiguo director de comunicación de la Diócesis de Zamora (España).

## Trayectoria
Santamaría nació en Zamora en 1982. Se licenció en teología por la Universidad Pontificia de Salamanca en 2007. También es Máster en Ciencias de las Religiones por la Universidad Pablo de Olavide, la Universidad Carlos III de Madrid y la Universidad de La Laguna, además de experto en Comunicación Social por la Universidad Pontificia de Salamanca.
Tras su formación en el Seminario Diocesano de Zamora, fue ordenado sacerdote en el año 2008. Durante el tiempo que ejerció el ministerio pastoral fue párroco de varios pueblos de la diócesis de Zamora. Además, fue el delegado diocesano de Medios de Comunicación Social en la Diócesis de Zamora entre 2009 y 2018. En 2019, se despidió de sus parroquias y dejó el ejercicio del sacerdocio.

### Estudio de sectas
En 2005, fue uno de los fundadores de la Red Iberoamericana de Estudio de las Sectas (RIES), ejerciendo el cargo de secretario desde entonces. Es el director de la Biblioteca-Centro de Documentación "José María Baamonde", que tiene la RIES en Zamora, dedicada al fenómeno sectario y a la nueva religiosidad.
También es miembro de la Sociedad Española de Ciencias de las Religiones (SECR), de la American Academy of Religion (AAR) y de la Asociación de Jóvenes Investigadores en Ciencias de las Religiones (AJICR), así como corresponsal para España e Iberoamérica de la International Cultic Studies Association (ICSA).
Es profesor en el Máster en Análisis de la Conducta Criminal de la Universidad de Salamanca y en el "Corso sul ministero dell’esorcismo e la preghiera di liberazione" del Ateneo Pontificio Regina Apostolorum (Roma). También ha sido profesor en el Curso "Experto en Comunicación Social" de la Universidad Pontificia de Salamanca, y en el curso anual del Centro Ecuménico "Misioneras de la Unidad" de Madrid.
Es autor de varios libros y artículos de investigación en revistas académicas. También ha escrito o ha sido entrevistado como experto en sectas en numerosos medios de comunicación nacionales e internacionales. Colabora de forma habitual con el portal Aleteia. Además, ha sido experto consejero para asuntos de sectas en la Conferencia Episcopal Española (CEE), como consultor de la Comisión Episcopal de Relaciones Interconfesionales desde 2012.

## Demandas jurídicas

#### Terapia Gestalt
En 2023, momento en el que cumplió 25 años de investigación sobre el fenómeno sectario, Luis Santamaría fue demandado por la Asociación Española de Terapia Gestalt, junto con el periodista Ricardo Mariscal y el psicólogo Carlos Sanz Andrea, por su participación en la elaboración del informe (publicado por el Instituto Salud Sin Bulos), en el que se señala a la terapia Gestalt como una pseudoterapia sin evidencia científica y con riesgo sectario.
Inmediatamente, los demandados y el informe de su autoría fueron apoyados por diversos colectivos como la asociación RedUNE, el Círculo Escéptico y la ARP-Sociedad para el Avance del Pensamiento Crítico.

#### Testigos de Jehová
Con motivo de la publicación de su libro A las afueras de la cruz. Las sectas de origen cristiano en España (publicado por la Biblioteca de Autores Cristianos), Santamaría fue entrevistado por diversos medios de comunicación. Algunos de ellos recibieron escritos de réplica de grupos mencionados por el autor en sus declaraciones, como los testigos de Jehová. Así puede verse en el Diario de León y en el Diario de Ávila. En otros medios ya no es posible leer los reportajes publicados, como sucedió con el ABC Castilla y León, en el que fue eliminada la noticia pocos días después.
Cabe destacar que, poco antes, otros medios se habían hecho eco de escritos de réplica remitidos por los testigos de Jehová, en algunos de los cuales citaban a Santamaría, ya que el investigador ha aparecido públicamente apoyando a víctimas concretas de la organización religiosa y ha escrito artículos sobre las demandas que los testigos de Jehová presentaron contra la Asociación Española de Víctimas de los Testigos de Jehová (AEVTJ).

A opinión de la demanda, también ha intervenido el sociólogo italiano Massimo Introvigne, director del CESNUR, en Bitter Winter (un portal que él mismo dirige), en un artículo, afirmando la existencia de una "campaña de incitación al odio" contra los testigos de Jehová en España, en la que supuestamente estaría involucrado Luis Santamaría. La AEVTJ ha negado siempre el uso de la violencia, y dispone en sus propios estatutos el mantenerse en la legalidad para reclamar sus derechos, en relación con la idea de Massimo Introvigne de vincular "actos vandálicos" o "incitación al odio" con la AEVTJ.

## Publicaciones

### Libros
- ¿Qué ves en la noche? Religión y sectas en el mundo actual,[35] Vita Brevis, Maxstadt, 2011.
- Los otros creyentes. El hecho religioso no católico en la provincia de Zamora,[36] Semuret, Zamora, 2011.
- Entre las sectas y el fin del mundo. Una noche que murmura esperanzas,[37] Vita Brevis, Maxstadt, 2013.
- A las afueras de la cruz. Las sectas de origen cristiano en España,[38] BAC, Madrid, 2023.
- Prólogo en: Mata, Santiago. El Yunque en España. La sociedad secreta que divide a los católicos. Amanecer, Madrid, 2015. ISBN 9788460845737
- Editor en: Esoterismo, sectas, Nueva Era. 50 preguntas y respuestas,[39] Perpetuo Socorro, Madrid, 2015. ISBN 9788428407700
- Autor del capítulo Psicopatía y sectas en: De Santiago Herrero, Francisco Javier - Rovelo Escoto, Nubia Carolina - Sánchez-Gil, Luis Miguel (eds.). La psicopatía. Un enfoque multidisciplinar. McGraw Hill, Madrid, 2020. ISBN 9788448622343
- Autor del capítulo Reflexiones sobre el fenómeno sectario y la pandemia del Covid-19 en: Sánchez-Gil, Luis Miguel - De Santiago Herrero, Francisco Javier (eds.). Crisis pandémicas. Perspectiva criminológica, psicológica y social. Ratio Legis, Salamanca, 2021. ISBN 9788417836245

### Artículos de investigación en línea
- The Internet as a New Place for Sects,[40] International Cultic Studies Association, 2008.
- Jóvenes españoles y sectas,[41] Universidad Pontificia de Salamanca, 2012.
- Ecumenismo y nueva religiosidad,[42] Universidad Pontificia de Salamanca, 2016.
- Sectas y nueva religiosidad: Un desafío pastoral,[43] Universidad Católica de la Santísima Concepción, 2018.
- Un mapa de la organización de la Iglesia de Cienciología y sus entidades dependientes,[44] Universidad de Valladolid, 2021.
- Ayahuasca, coronavirus y transformación: la perspectiva espiritual de la organización Inner Mastery,[45] Universidad Católica de la Santísima Concepción, 2023.